# Szeged Vízilabda Egyesület
Le Szeged Vízilabda Egyesület (Szeged VE) est un club hongrois de water-polo, installé dans la ville de Szeged.

## Historique
Vainqueur du Trophée de la Ligue européenne de natation en 2009, la seconde coupe d'Europe des clubs, il fait partie des six clubs hongrois qui participent à la première ligue régionale Euro Interliga la saison suivante.
Il gagne son premier trophée national lors de la coupe de Hongrie de novembre 2011.

## Palmarès masculin

### Europe
- 1 trophée LEN : 2009.

### National
- 1 coupe de Hongrie : 2011[1].